# Three Sisters Tavern
El Three Sisters Tavern, apodado "Six Tits", era un club gay y club de estriptis ubicado en Portland (Oregón). El bar se fundó en 1964 y comenzó a atender a la comunidad gay de Portland en 1997, tras la muerte de los propietarios originales. El negocio evolucionó hasta convertirse en un club con una revista exclusivamente masculina. También frecuentado por mujeres, a veces para despedidas de soltera, Three Sisters era considerado un centro neurálgico de la vida nocturna de Portland antes de cerrar en 2004. El espacio que ocupaba anteriormente ahora alberga otro bar gay llamado Scandals.

## Descripción e historia
Three Sisters abrió sus puertas en 1964 como un negocio familiar. John P. Katchis y su esposa Georgia fueron los propietarios y administradores del negocio hasta la muerte de él cuatro meses después (1964) y la de ella en 1997. A la pareja le sobrevivieron sus tres hijas, una de las cuales, Sotiria "Sandra" Katsavopoulos, junto con su marido Athanasios "Saki" Katsavopoulos, adquirieron la propiedad y comenzaron a atender a la comunidad gay de Portland, convirtiendo finalmente Three Sisters en un bar gay y club de estriptis.
El bar estaba situado en el 1125 de Southwest Stark Street y ofrecía una revista de desnudos exclusivamente masculina, una pista de baile y espectáculos. El Portland Mercury lo describió como una "institución de bebidas fuertes y bailarines más fuertes", donde "hombres calientes realizan estriptis teatrales y acrobáticos en el escenario, luego se desnudan y mueven sus penes en tu cara". Los bailarines solían disfrazarse de ángeles, hombres de negocios, obreros de la construcción, vaqueros, policías o repartidores de United Parcel Service (UPS). Tras el cierre en 2004, algunos de los bailarines comenzaron a actuar en otros locales de Portland, como el Jefferson Theatre.
Three Sisters atendía tanto a gays como a mujeres, que a veces acudían como parte de despedidas de soltera. The Oregonian describió a las "conejitas de soltera" que solían frecuentar este bar, así como otros dos: Silverado y el Viewpoint. Lee Williams, del periódico, escribió:

Se agolpan en los escenarios de los clubes de striptease masculinos del centro de la ciudad levantando billetes de un dólar para echar un vistazo a unas últimas zanahorias antes de volver a casa saltando por el sendero de la boda. Son pequeños mamíferos especialmente ágiles, capaces de sujetar una copa y el pelo de una amiga mientras vomita.

Rufus Wainwright recuerda haber acompañado al club a Thomas Lauderdale, músico conocido por su trabajo con el grupo Pink Martini, de Portland.

## Recepción
En su libro Secret Portland, Oregon: The Unique Guidebook to Portland's Hidden Sites, Sounds and Tastes (2003), Ann Carroll Burgess y Linda Rutenberg llamaron a Three Sisters "el centro de la vida nocturna de los bares gays de Portland", ofreciendo una "gran" pista de baile y un entretenimiento "impresionante". Katie Shimer, del Portland Mercury, llamó al bar "un millón por ciento de diversión" y dijo: "Sea cual sea tu fetiche, las strippers cumplen [...]". El semanario alternativo de Seattle The Stranger afirmó que el local era "quizá el lugar más divertido de todo el mundo... sobre todo cuando los tipos salen al escenario con una gran variedad de divertidísimos disfraces". 
Steven Humphrey, del periódico, escribió: "Estas bellezas desnudas nacieron para entretener, y lo demuestran saltando del escenario a la mesa, colgándose desnudas boca abajo (¡¡por la parte superior de los PIES!!) y, si tienes mucha suerte, levantándote con cuidado un billete de un dólar de la frente con las nalgas. Eso sí que es talento". Byron Beck, de Willamette Week, dijo que sus bailarinas "[convirtieron] una pintoresca taberna de maricas en el más apetitoso de los abrevaderos de P-town". El periódico también calificó el club como "el mejor lugar para ver meneos de salchichas".